# Портрет петровского времени

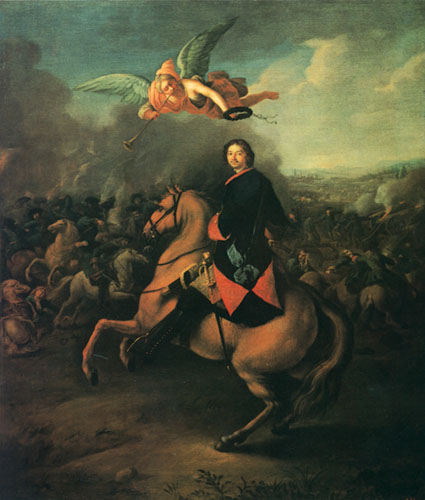
И. Г. Таннауэр. «Портрет Петра I»

Портрет петровского времени — эпоха формирования в России жанра светского портретного искусства в годы правления императора Петра Великого.
Начиная с Петровского времени, портрет в русском искусстве вышел на 1-е место по степени распространённости и качества. Портрет «фактически взял на себя основное бремя освоения художественных принципов Нового времени». В произведениях именно этого жанра апробируются неизвестные раньше творческие ходы — композиционные схемы, колористические приёмы, стилевые установки. Одновременно с портретом развивались и другие жанры, необходимые абсолютистскому государству, — исторические и аллегорические композиции, благодаря которым русская культура входила в мир ранее незнакомой системы олицетворений. Именно в петровское время «отчётливо обозначились некоторые характерные особенности русского портрета».

## Предыстория

### Конец XVII века
Характерная группа памятников начального периода — Преображенская серия. «„Открытие характера“ происходит постепенно во всех видах изобразительного искусства и занимает временное пространство, совпадающее в общих чертах с периодом правления Петра Великого», пишут исследователи портрета в России. В портретах «Преображенской серии» совершался переход от парсуны к портрету. В к сер. XVIII века уже возможно перечислить самобытных и талантливых мастеров.

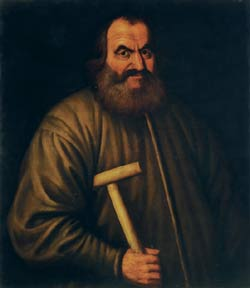
М.Ф. Нарышкин («патриарх Милака»)
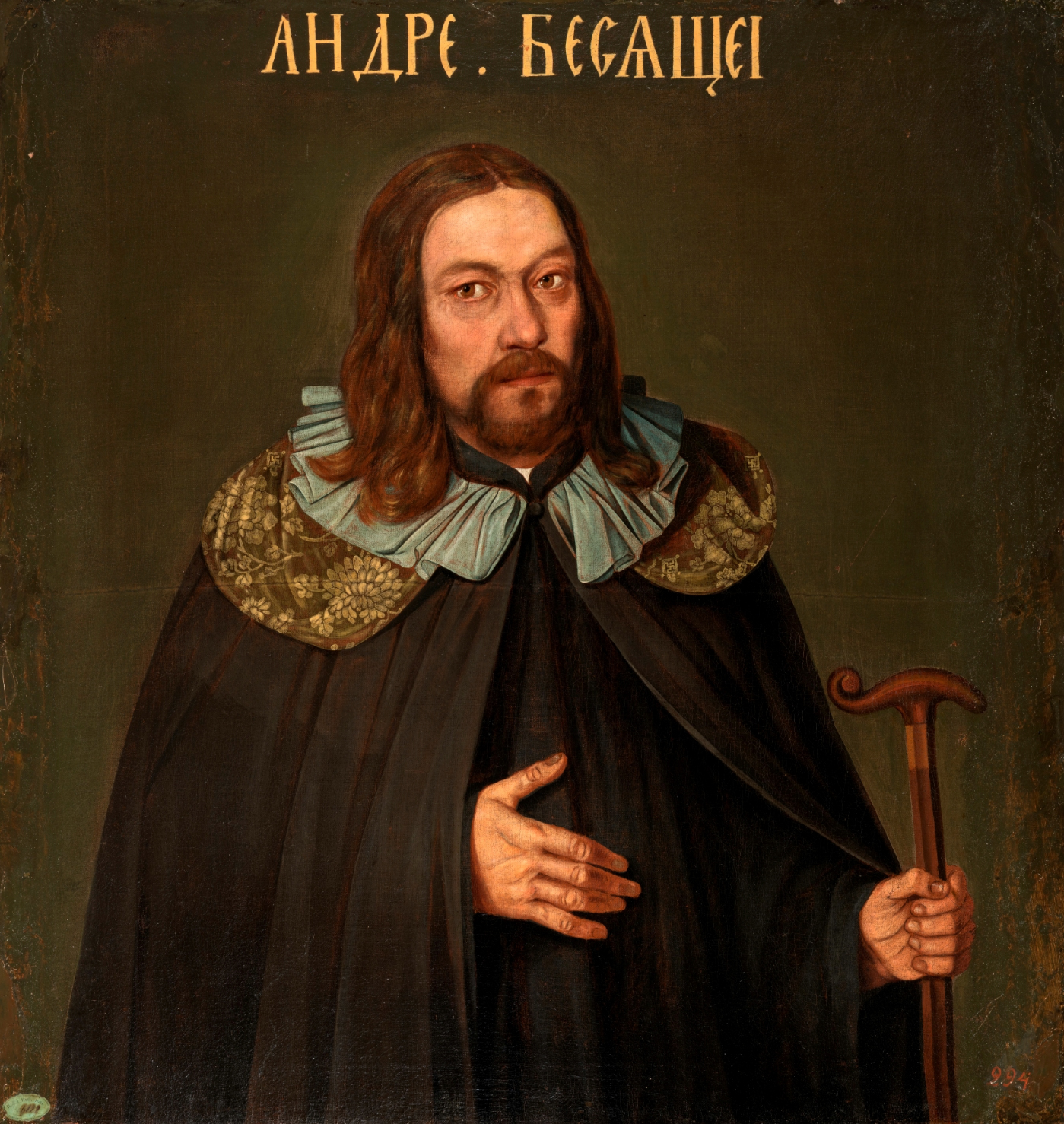
Андрей Бесящий
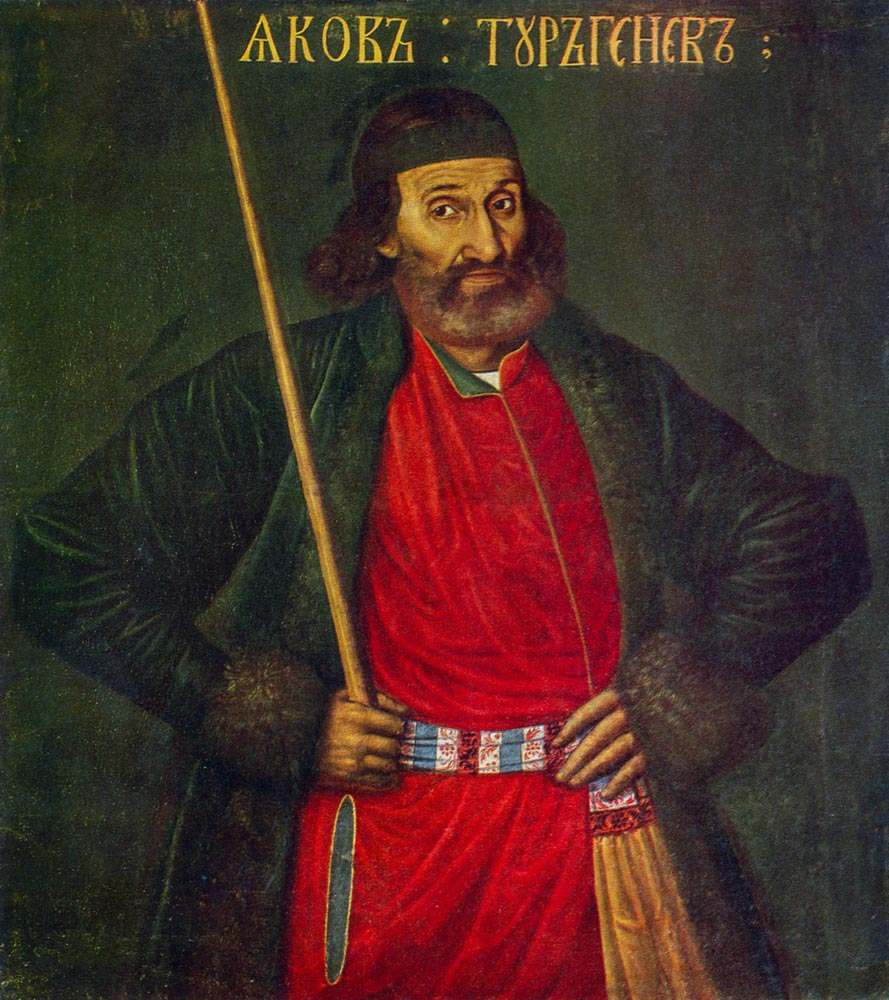
Яков Тургенев
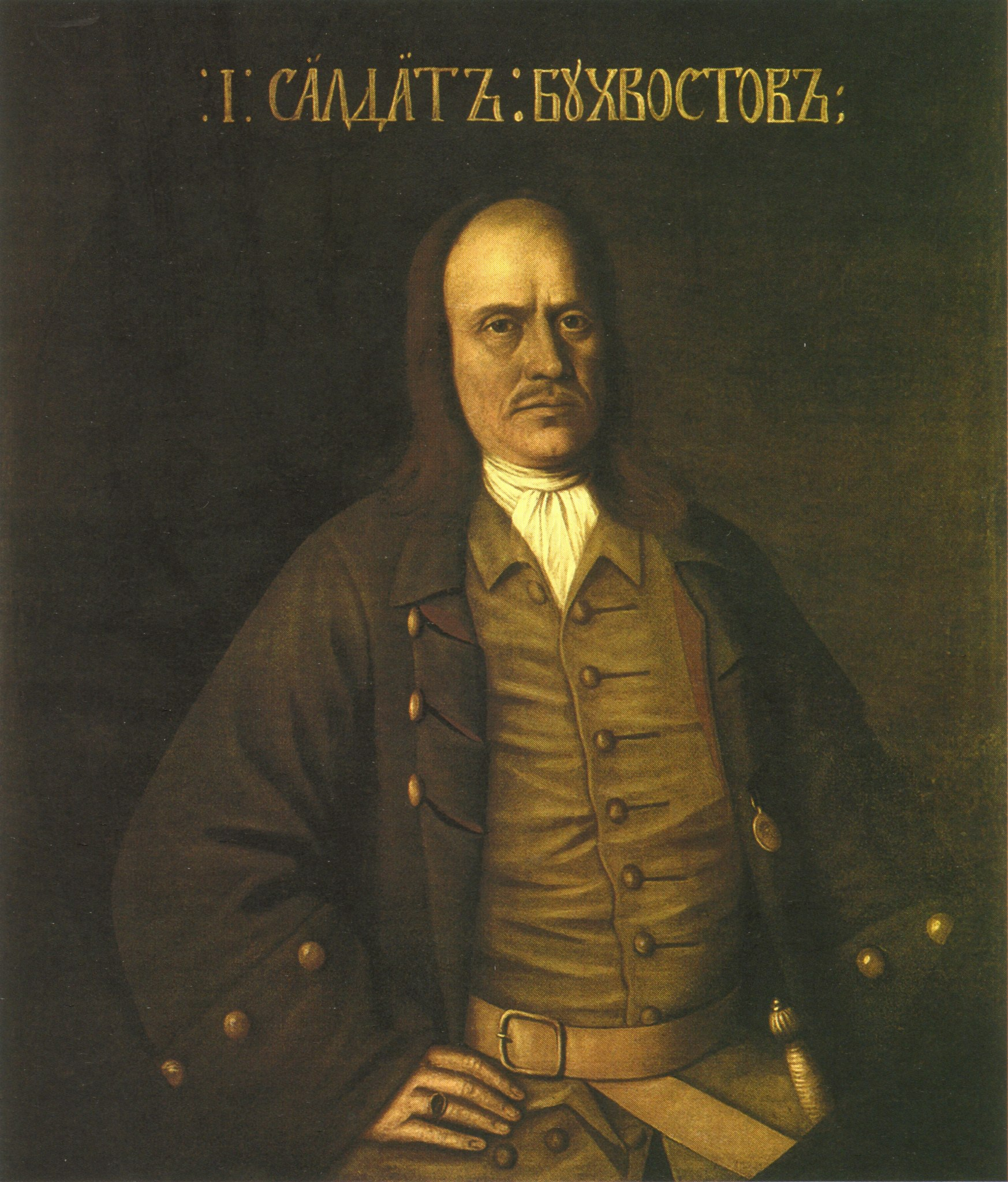
Портрет майора С.Л. Бухвостова

## Формирование
В петровское время русская живопись осваивает новые средства передачи реальности — в обиход входит прямая перспектива, которая сообщает глубину и объёмность изображению на плоскости; художники осмысляют взаимоотношения света и цвета, роль света как средства построения объёма и пространства. Рождаются новые светские жанры — и в том числе портрет. «Для искусства этого исторического переходного времени характерно переплетение различных черт: традиционных и новых, исконно русских и иноземных. Искусству Петровской эпохи присущ высокий пафос утверждения. Центральной темой его становится человек. Основным жанром — портрет».
Пётр I как приглашал в Россию зарубежных мастеров (см. россика), так и способствовал обучению отечественных художников. Приобщение к законам станковой живописи в петровской России шло трудно. Художникам было необходимо не только овладеть новым пониманием содержательной части, но и научиться грамотно выстраивать картинную плоскость, искусству перспективы и анатомически верной передаче человеческого тела, а также основам техники масляной живописи и законам колорита.

### Авторство и тиражность
Для петровского времени сложной проблемой является вопрос авторства. Художники очень редко подписывали свои произведения. За каждым из них числится набор «эталонов», благодаря которому учёные дополняют круг работ. Кроме того, в конце XVII-начале XVIII века очень любили заказывать повторения портретов. Существовал ряд «образцовых портретов» императора и его семьи, должностных лиц, которые «тиражировались». Для портретов этого времени, помимо авторства, часто проблематично и само опознание модели

### Основные линии
Начиная с Петровского времени развитие портрета идёт по трём основным линиям:

#### Архаизация
Во-первых, существовало архаизирующее искусство, связанное с провинциальным, т. н. «художественным примитивом». В нём ощущается стиль рубежа ещё XVII—XVIII веков, влияние национальной школы парсуны. (Аналогичные явления характерны для большинства стран, которые переходят от Средневековья к Новому времени). Парсуна сыграла важную роль — она явилась передатчиком основных черт нового портретного метода, который в русских условиях трансформировался на собственный лад. Портреты, принадлежащие к этой линии, отличаются большими размерами, композиционными схемами, заимствованными у парадных полотен Западной Европы XVII века, импозантностью и внушительностью, строгой социальной маркировкой и «важной немотой». Модели, изображённые на таких портретах, воплощают практически иконное индифферентное предстояние. Живопись в них сочетает объёмное и конкретное лично́е письмо с плоскостными «доличностями» — как это было и в парсуне. Парсуна вывела русскую живопись на дорогу станковизма — придала ему не только черты сходства, но и картинности, придала ей место в формирующемся светском интерьере.

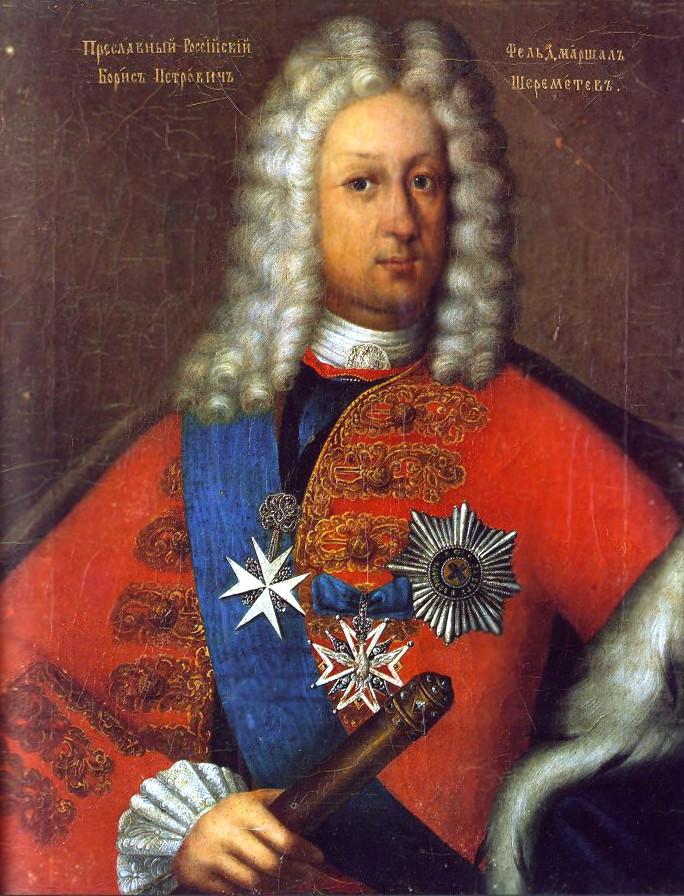
Неизвестный художник. Портрет Б. Шереметева

«Из всех типологических вариантов парсуна отдает предпочтение парадному портрету и встречается в этом качестве в нескольких разновидностях. Среди них „портрет-тезис“ — наиболее архаический. Он сочетает в пределах условного иконного пространства портретные изображения и многочисленные разъясняющие надписи. Можно говорить и о „портрете-апофеозе“». (таковы портреты-картины, изображающие ратные подвиги Петра Великого). Распространены обычные портреты Петра и его сподвижников в рост и на коне. Пространство в таких картинах трактуется стереотипно, а предметы располагаются в нём больше как его символы, чем как реальные пространственные отношения. Также условно взаимоотношение внутреннего и внешнего пространства. Любопытно, что парсуна отходит от колористического изобилия XVII века, однако скрупулёзная передача орнамента и деталей костюма сохраняется, придавая полотнам повышенное декоративное звучание.
Мастера ещё не владеют новыми принципами передачи объёма. Они соединяют нарочито выпуклые, реалистически объёмные лица и по-иконописному плоскостные узорчатые одеяния. «Большие размеры холстов, их импозантный дух, богатство обстановки и выставленных напоказ драгоценностей призваны иллюстрировать социальную значимость изображенного. Образ автономен, он сосредоточен на себе и безразличен к окружающему». Живопись ещё не дозрела до передачи индивидуальности, но всё-таки старается передать черты модели по-своему. С этим вступает в противоречие тенденция к созданию символически обобщённого образа. Общее и индивидуальное пока ещё не слито в органическое единства, и конкретные черты еле-еле проступают под типизирующей «маской».
Линия парсуны (1680—1690-е годы) затем сталкивается с сильным потоком произведений иностранцев и пенсионеров, который почти полностью вытесняет её. Однако при этом она продолжает существовать, и её черты проявляются в творчестве и передовых художников эпохи (Никитин, Вишняков, Антропов), как свидетельство незавершённого перехода от средневековой к новой манере. Следы парсунности встречаются и во 2-й половине XVIII века, особенно в работах крепостных и провинциальных мастеров, самоучек. Это явление имеет аналоги на Украине, в Польше (сарматский портрет), Болгарии, Югославии, странах Ближнего Востока.
К концу 1710-х годов портреты в этом стиле перестали удовлетворять заказчиков из-за своей тяжеловесности, косноязычия и архаизма, которые стали очевидными после первых зарубежных поездок Петра. У заказчиков появляется новый ориентир — искусство Запада (прежде всего Франции): картины покупаются за рубежом, иностранные художники приглашаются в Россию, а русские — на учёбу. Магистральная линия (Никитин и Матвеев) развития портрета уверенно идёт вперёд, а парсуна теряет свою привлекательность в глазах высокопоставленных заказчиков. Всё же, чем дальше от Петербурга, тем явственнее черты парсуны будут проявляться в провинции — на протяжении всего XVIII века, а то и 1-й половины XIX века. Особенность этой линии портрета — её причастность к иконописи, которая и сама в этот период, утрачивая средневековую духовность, становится компромиссной, светлой и нарядной. Она будет влиять на некоторых художников, близких к Канцелярии от строений.

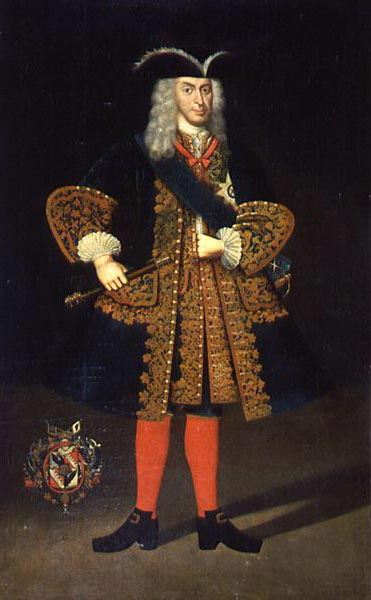
Неизвестный художник середины XVIII века. «Портрет Г. П. Чернышева»
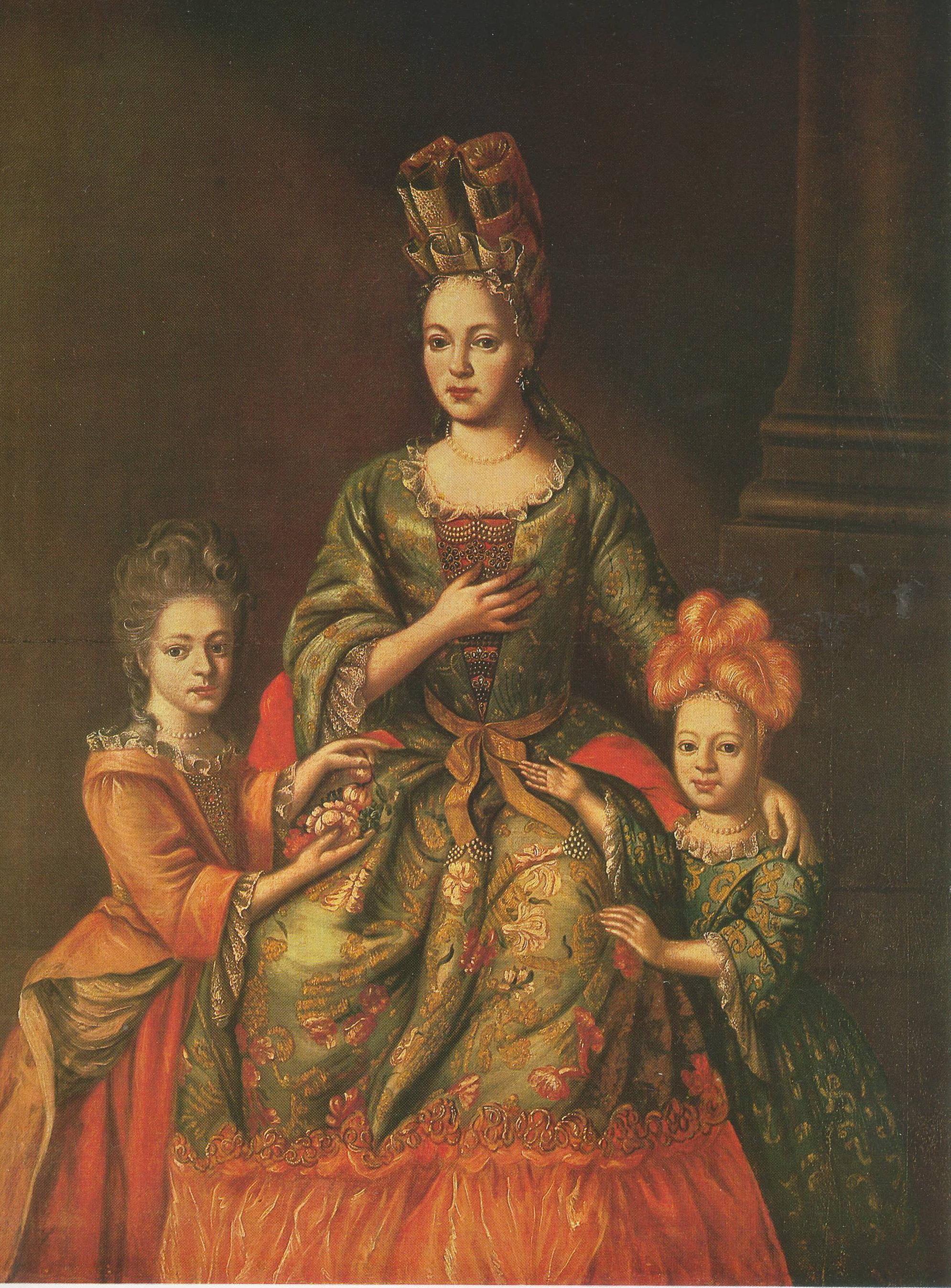
Неизвестный художник начала 18 века (?). «Портрет Анастасии Нарышкиной с детьми Александрой и Татьяной»

В его рамках линию, лежащую в стороне от заграничного пенсионерства, дополняют художники, которые самостоятельно проделали путь от иконописи к портрету, крепостные мастера домашней выучки и поклонники живописи — дворяне-дилетанты.

#### Россика
Во-вторых, россика представлена иностранными художниками, которые работали в России в течение всего XVIII века. Эта линия неоднородна по национальному составу и качественному уровню. Она ближе к магистральному потоку русского портрета, её задача — экспонировать местную модель на общеевропейский лад. Благодаря россике осуществляется контакт русского искусства с искусством соседних стран — на уровне типологии, стиля и формирования общих критериев художественного качества.

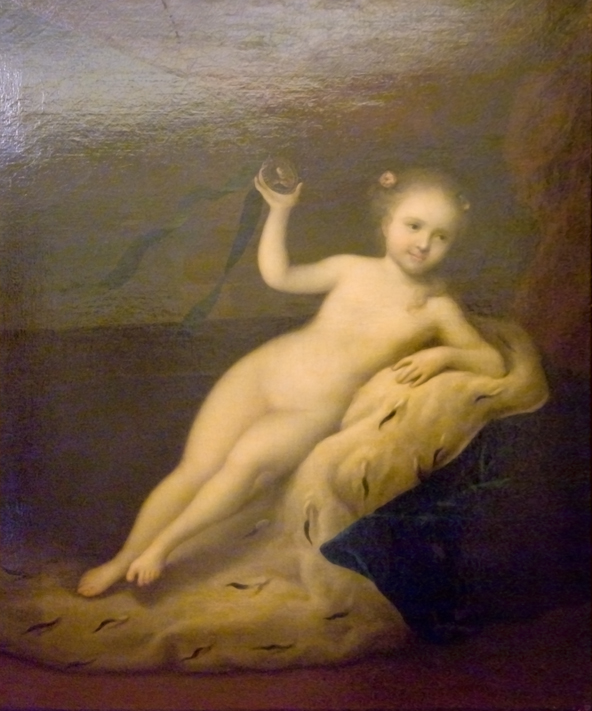
Луи Каравак. «Портрет царевны Елизаветы Петровны в детстве»
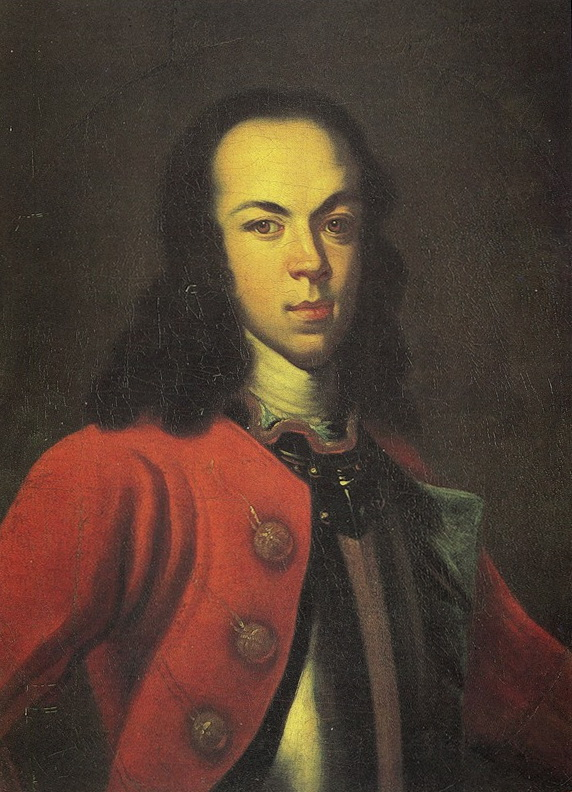
Иоганн Таннауэр. «Портрет царевича Алексея»
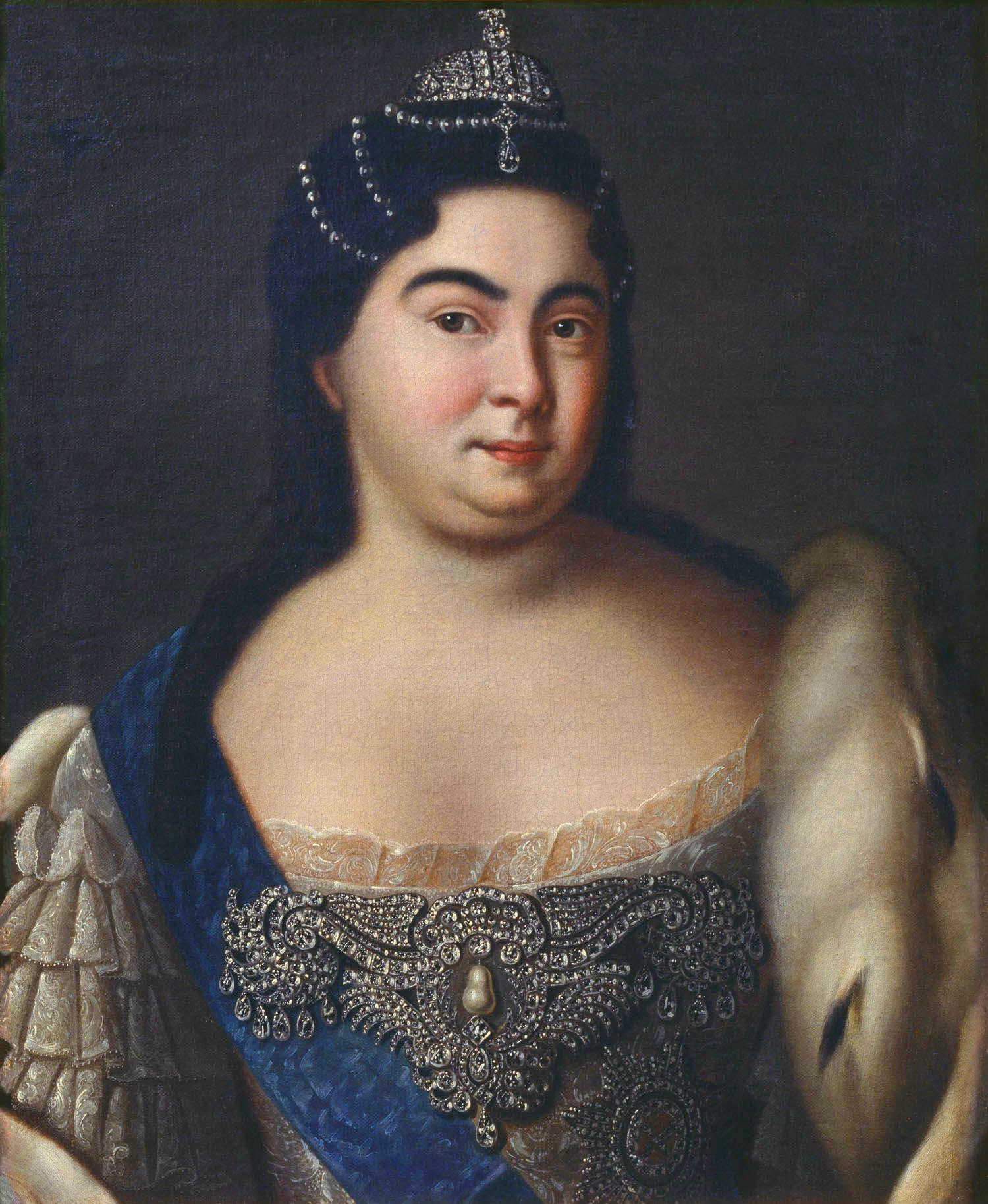
Генрих Ведекинд. «Портрет Екатерины I»

#### Отечественная школа
В-третьих, собственно отечественная школа Петровского времени и следующее поколение (Иван Никитин, Андрей Матвеев, Иван Вишняков, Алексей Антропов, Иван Аргунов). Их работы отличаются мастерством и точностью в передаче внешности, хотя не достигли полного совершенства. Эта магистральная линия отличается преемственностью. При этом она обладала внутренним единством — сначала она была направлена на овладение основными художественными принципами Нового Времени, затем, догнав их, стала развиваться в соответствии с общеевропейскими стилевыми тенденциями (барокко, рококо, классицизм, сентиментализм, предромантизм).

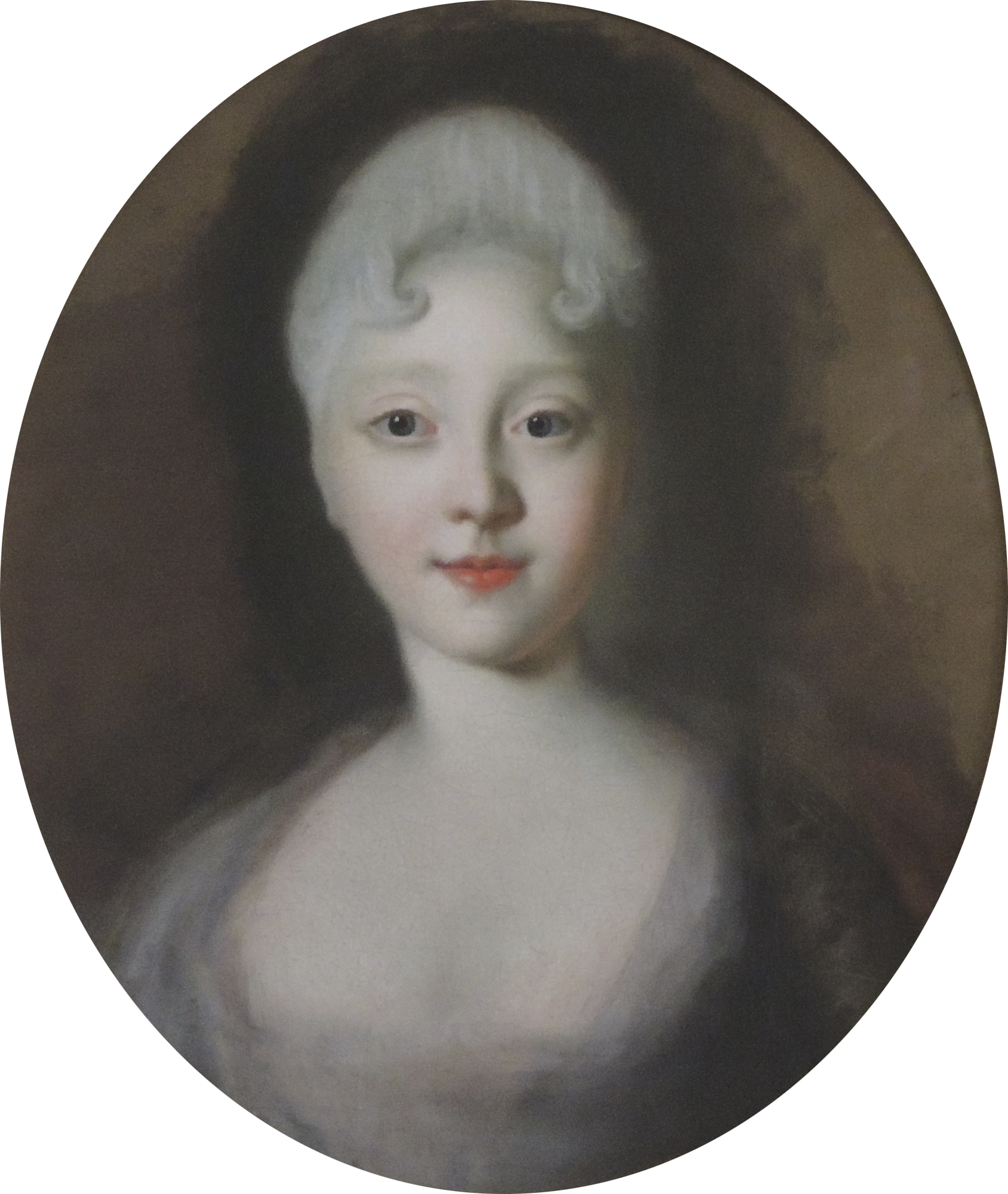
Иван Никитин. «Портрет цесаревны Елизаветы Петровны»
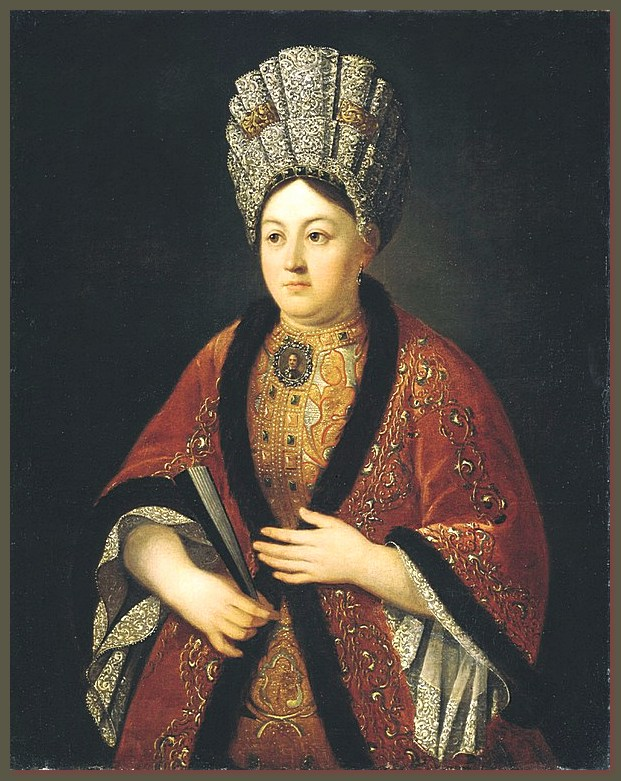
Роман Никитин. «Портрет М. Строгановой»
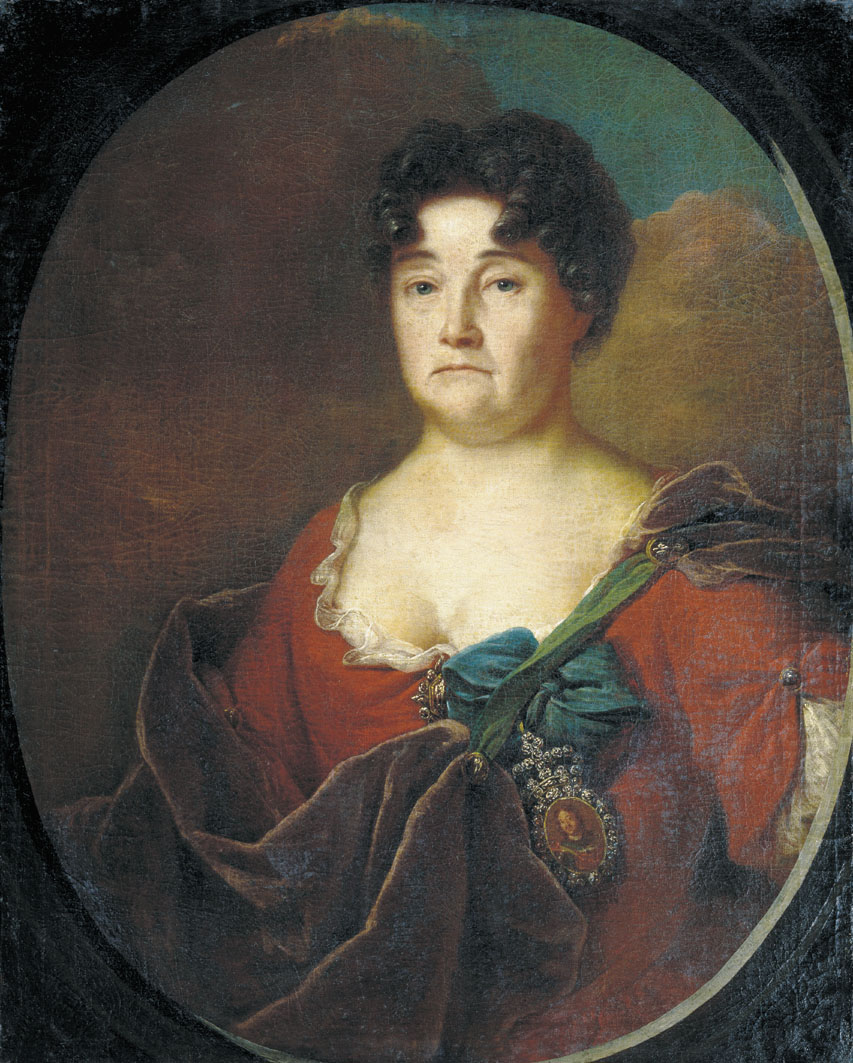
Андрей Матвеев. «Портрет А.П. Голицыной»

Специфической особенностью типологии русского портрета XVIII века является отсутствие или же крайняя редкость группового (в том числе семейного) портрета, который в ту же эпоху являлся очень показательным для Англии и Франции того же времени; а также отсутствие «сцен собеседования». Вплоть до 2-й пол. XVIII века отсутствовал скульптурный портрет.
«Барочная композиция, построенная на сильном движении фигур, репрезентативность, высокие пышные парики, изображенных, латы, изломы складок развивающихся плащей, довольно часто большие размеры полотен — все это являлось средством для создания монументального и величественного образа, отвечавшего общественному представлению о значении этих людей».

##### Иван Никитин

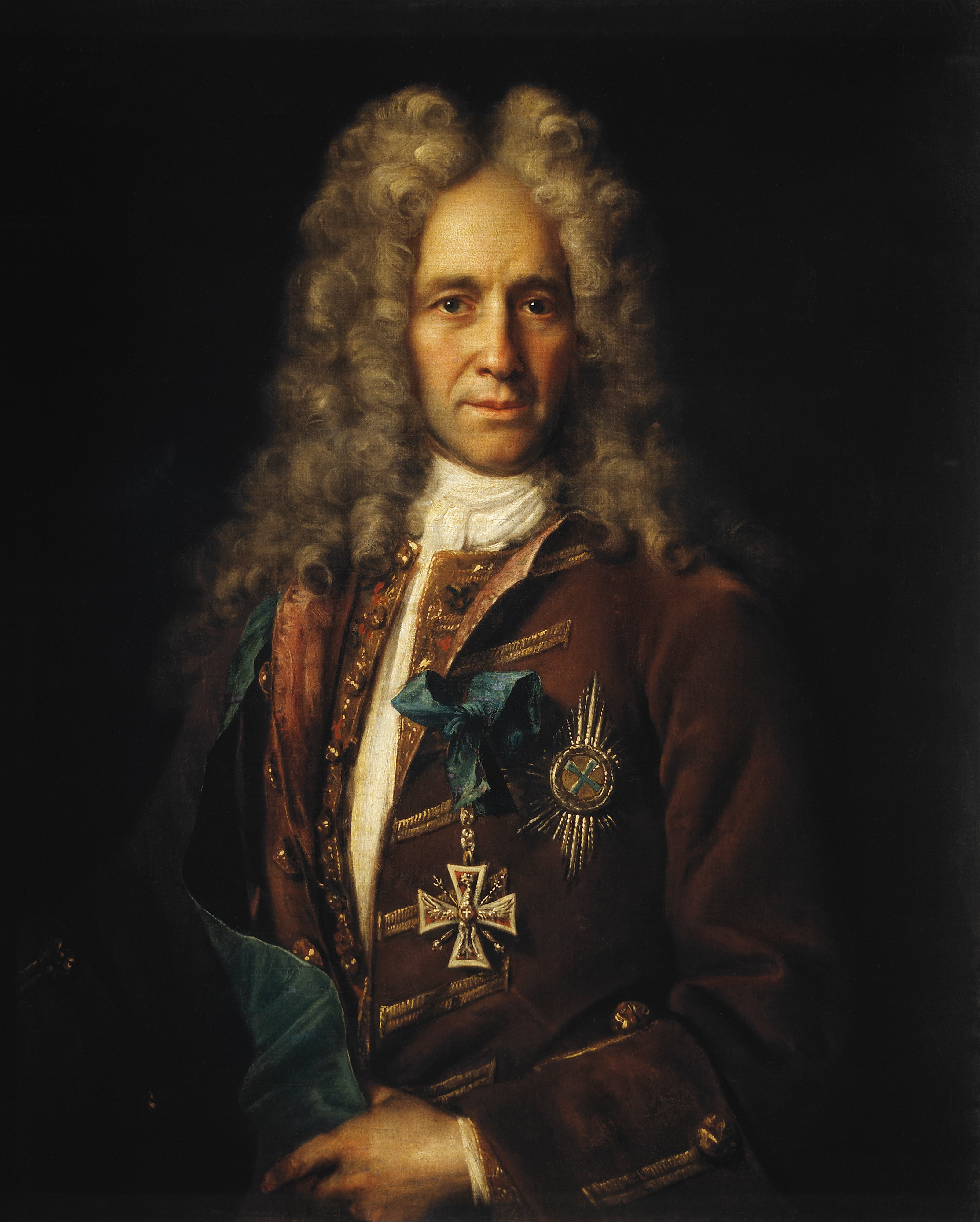
Иван Никитин. Портрет канцлера Г. И. Головкина. 1720-е. ГТГ

Иван Никитин — основатель новой русской живописи. Его биография типична для поколения: работать начал в Москве, по произведениям этого периода («Царевна Наталья Алексеевна», «Цесаревна Анна Петровна») видно, что Никитин уже хорошо знаком с европейской системой композицией, вдумчиво относится к моделям, однако фигуры ещё скованы, и в живописи видны следы старых приёмов. Затем он отправляется в пенсионерскую поездку в Италию, по возвращению оттуда создаёт зрелые работы вполне в современной системе живописи. Ему не свойственны поверхностные ухищрения, стремление к «грациозности», он стремится к серьёзности, заботится о содержании, целиком сосредотачивается на выявлении лиц. Поэтому его портреты близки по размерам, формату, позе, гамме. В своих портретах Петра Великого (круглом), канцлера Головкина и напольного гетмана он далеко опережает современников, работавших в России. «Его портреты обнаруживают глубину проникновения в характер — черту, которая станет доступной школе в целом лишь во второй половине столетия. В этом опережении, вообще характерном для бурного петровского времени, одарённость художника сказывается особенно ярко». Влияние его на русскую живопись могло бы оказаться сильнее, но при Анне Иоанновне он был арестован, заключён в Петропавловскую крепость, был в ссылке и умер на пути оттуда.

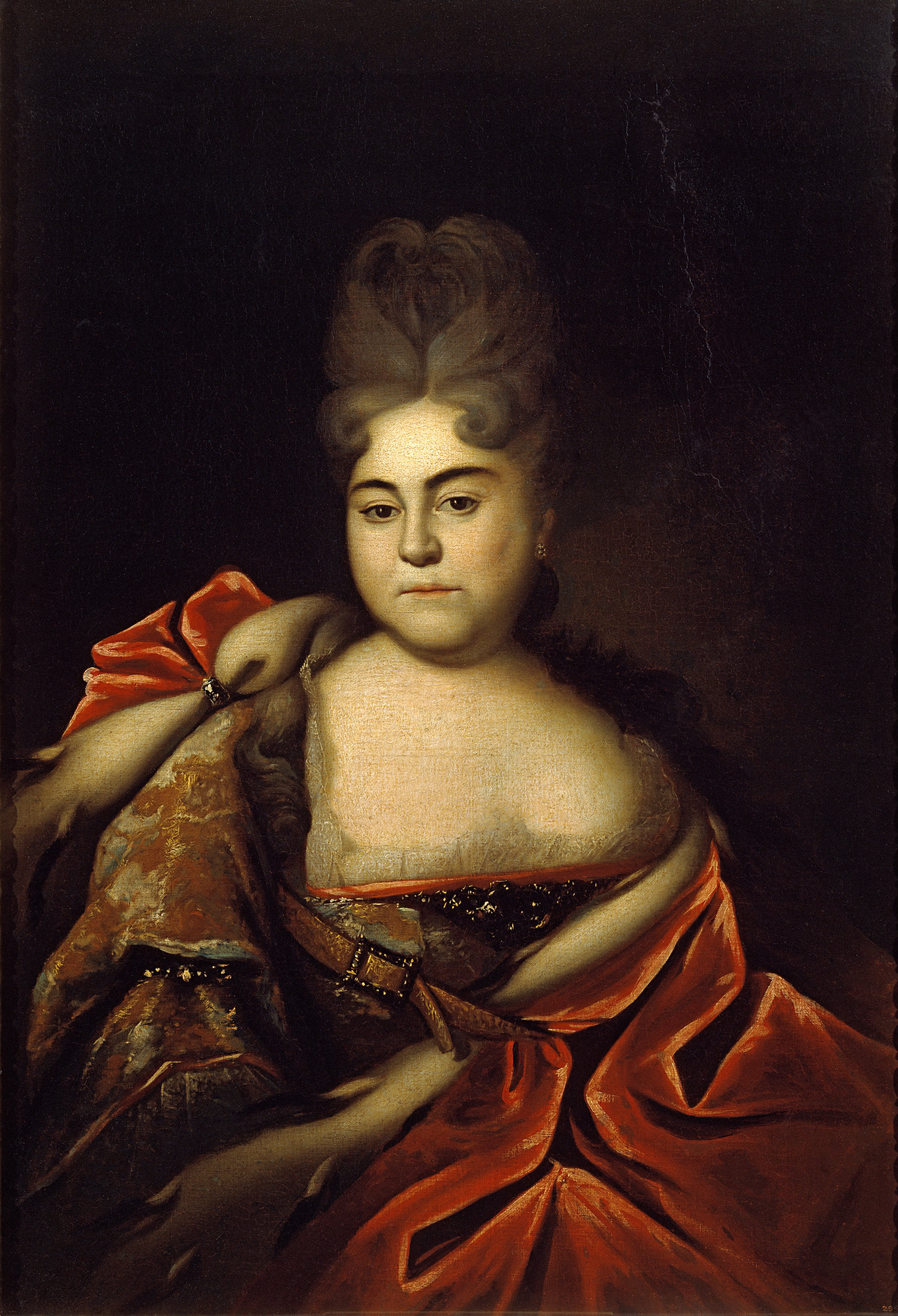
И. Никитин. «Царевна Наталья Алексеевна»
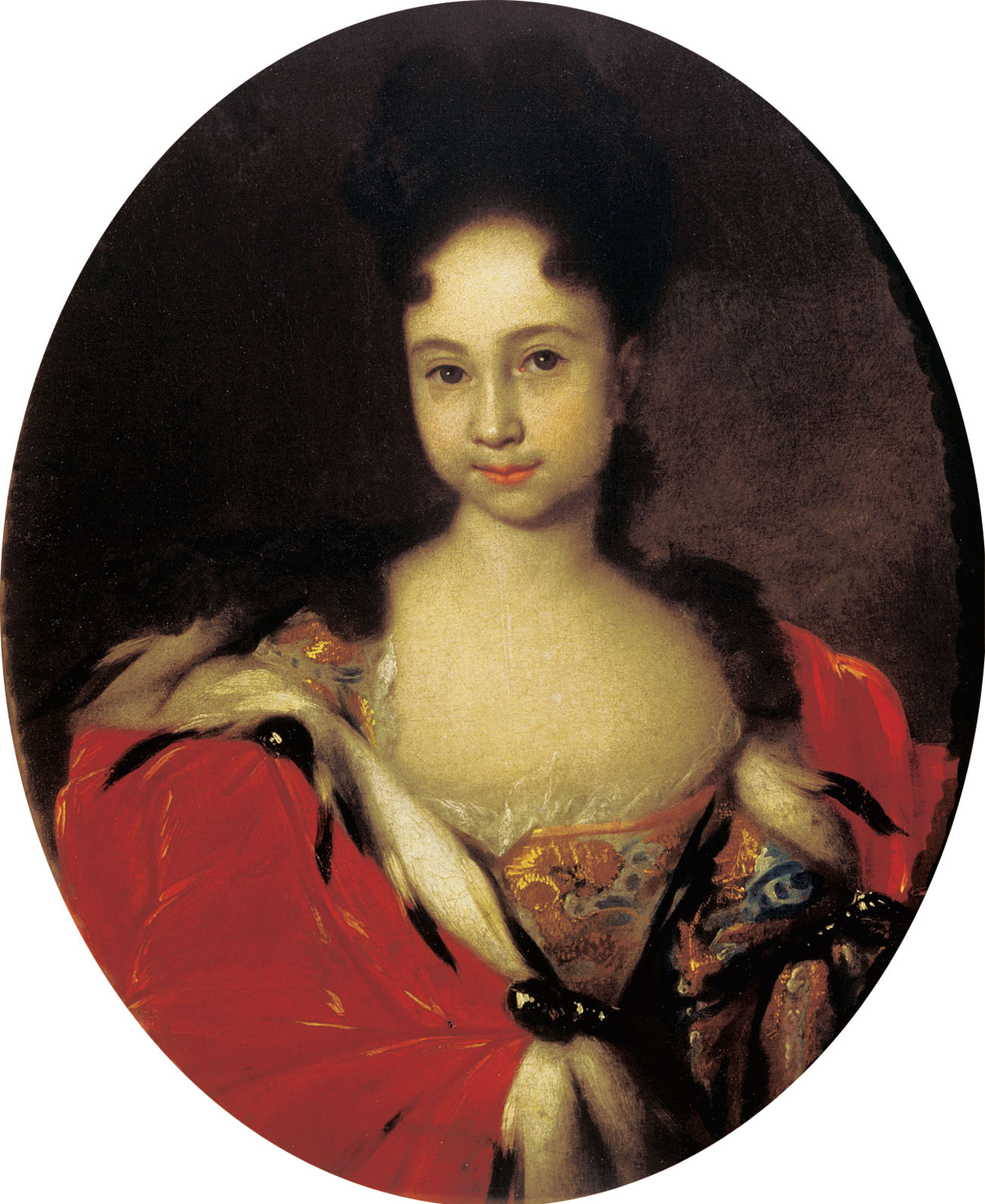
И. Никитин. «Царевна Анна Петровна»
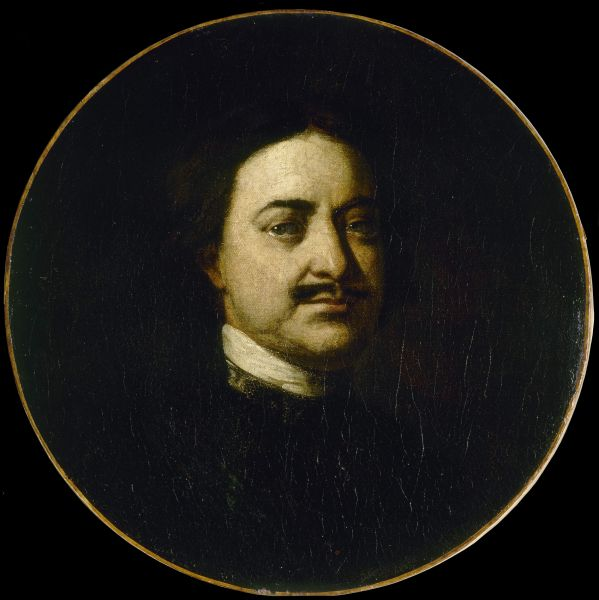
И. Никитин. «Портрет Петра Великого»
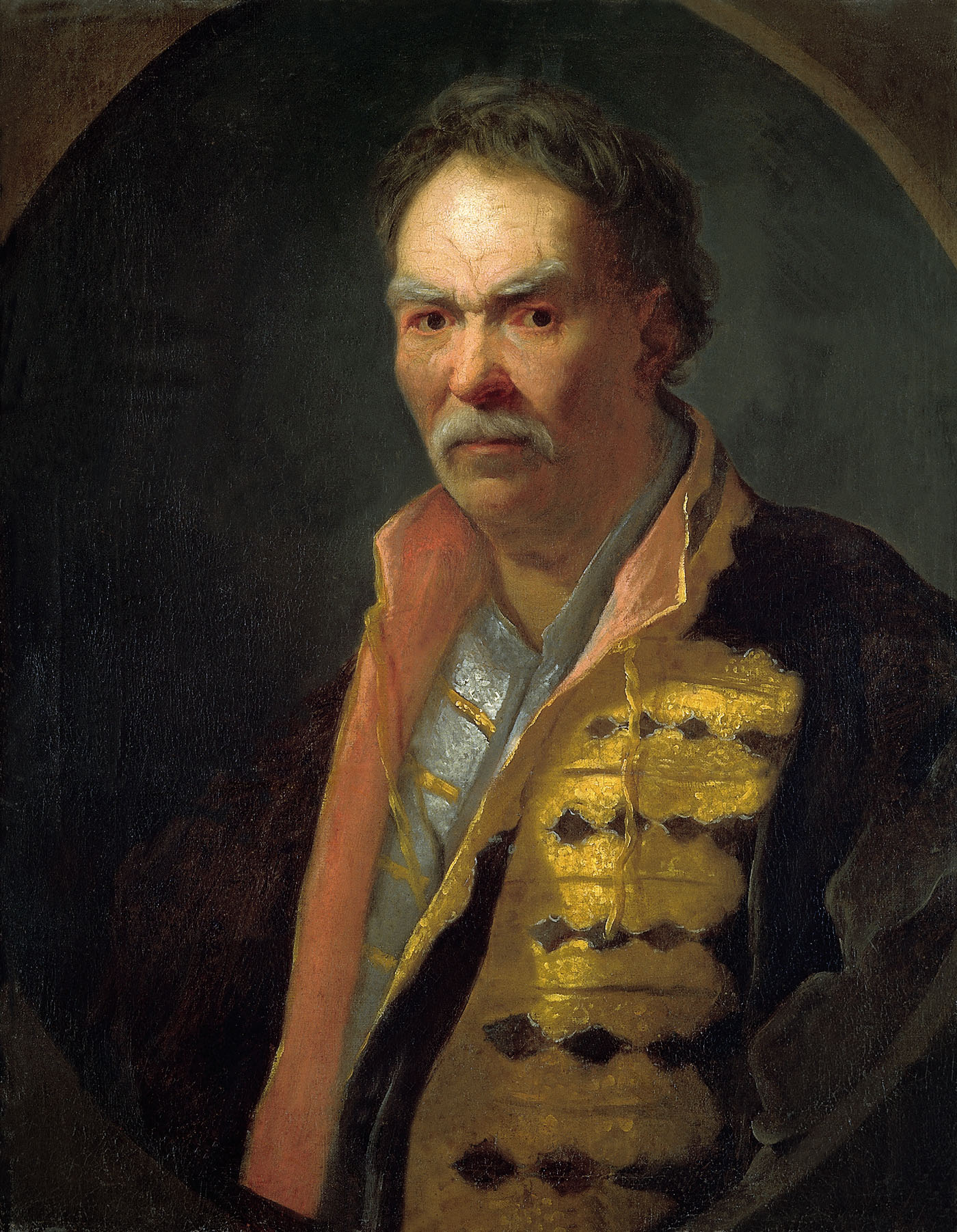
И. Никитин. «Портрет напольного гетмана»

##### Андрей Матвеев

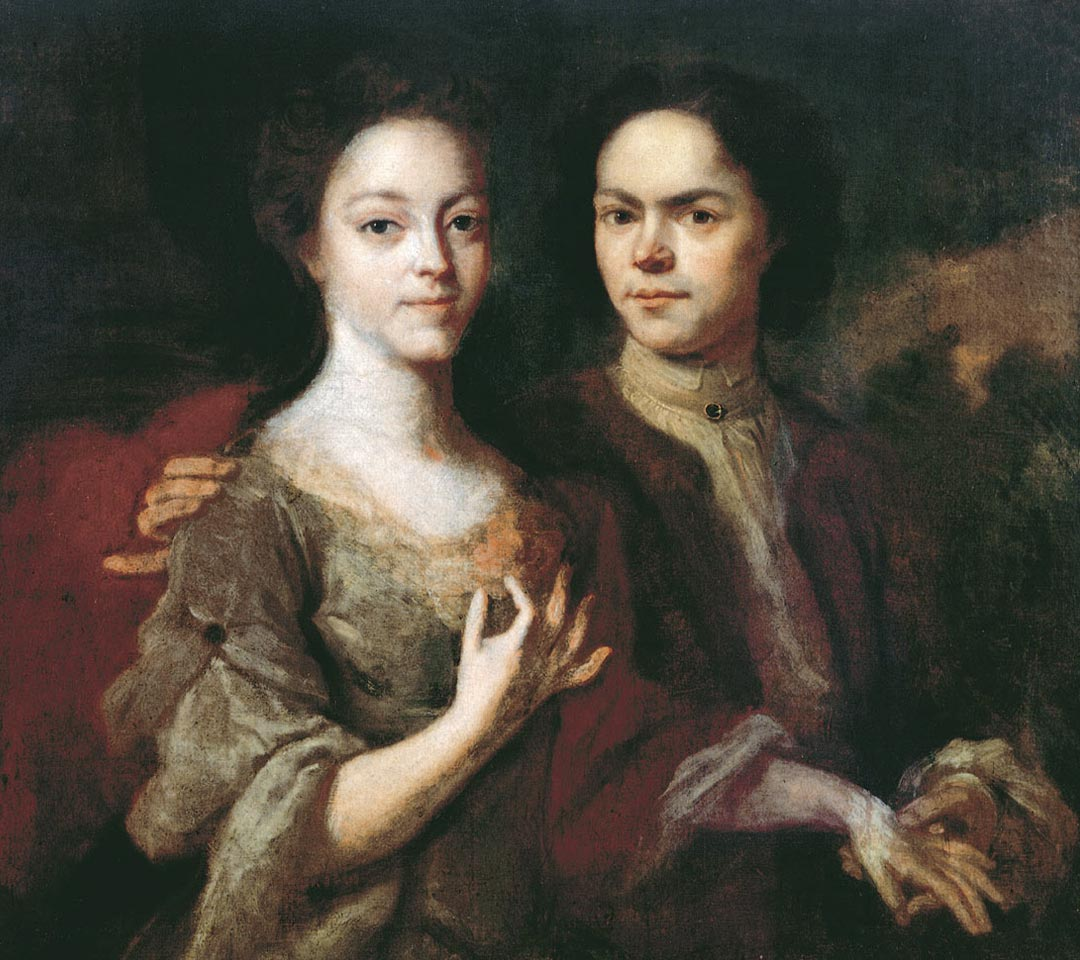
А. Матвеев. «Автопортрет с женой» (1729)

Другой крупный мастер этой эпохи — Андрей Матвеев. Он был послан учиться в Голландию, и вернулся уже после смерти Петра Великого, заняв важное место в искусстве 1730-х годов. Среди его произведений — «Венера и Амур» и «Аллегория живописи», свидетельство трудного для русского искусства освоения незнакомого мифологического сюжета, сложных композиционных схем и изображения обнажённого тела. Этим маленьким полотнам присуще картинное начало, которое есть и в «Автопортрете с женой» (1729) — целой композиции на фоне колонны и пейзажа, со взаимодействием персонажей, мягким колоритом. «Важно и другое: тонкое интимное чувство впервые открыто и вместе с тем целомудренно представлено на обозрение. Здесь проявился существенный сдвиг в художественном сознании, завоевание качества, принципиально нового для русской живописи». Также хороши парные портреты И. Голицына и его жены (1728), где в отличие от Никитина, он стремится к большей остроте и откровенности к передаче индивидуального.

## Миниатюра
- Мусикийский, Григорий Семенович